# Bleptina muricolor
Bleptina muricolor är en fjärilsart som beskrevs av William Schaus 1916. Bleptina muricolor ingår i släktet Bleptina och familjen nattflyn. Inga underarter finns listade i Catalogue of Life.